# Robi
Robi je moško osebno ime.

## Izvor imena
Ime Robi je različica moškega osebnega imena Robert.

## Pogostost imena
Po podatkih Statističnega urada Republike Slovenije je bilo na dan 31. decembra 2007 v Sloveniji število moških oseb z imenom Robi: 564.

## Osebni praznik
Osebe z imenom Robi lahko praznujeji god takrat kot psebe z imenom Robert.